# محوطه گلم سوز (هرو)
محوطه گلم سوز (هرو) مربوط به دوره اشکانیان است و در شهر زاغه، روستای گلم سوز واقع شده و این اثر در تاریخ ۷ آذر ۱۳۸۳ با شمارهٔ ثبت ۱۱۲۲۲ به‌عنوان یکی از آثار ملی ایران به ثبت رسیده است.